# 豊田市立新盛小学校
豊田市立新盛小学校（とよたしりつ しんもりしょうがっこう）は、愛知県豊田市新盛町にある公立小学校。

## 概要
- 校区は大井町、北小田町、新盛町、富岡町、永野町、久木町、細田町であり、公立中学校に進学する場合は豊田市立足助中学校へ進学する[1]。
- 豊田市の小規模特認校に指定されており、一部は豊田市内の別の校区から転入学してきた児童である[2]。
- 旧・東加茂郡足助町の小学校であった。

## 沿革
- 1873年（明治6年）8月29日 - 指月学校として開校する。
- 1875年（明治8年） - 八桑学校に改称する。
- 1878年（明治11年） - 八桑村と菅田和村が合併し、新盛村となる。
- 1879年（明治12年） - 校舎を新築し、移転する。
- 1887年（明治20年） - 尋常小学新盛学校に改称する。
- 1889年（明治22年）10月1日 - 豊岡村、二タ宮村、竜岡村、千野村、菅生村、桑田和村、怒田沢村、川面村、五反田村、上八木村、新盛村、玉野村、福知村、林間村、越田和村、千田村、北小田村、久木村が合併し、賀茂村が発足する。
- 1892年（明治25年） - 新盛尋常小学校に改称する。
- 1893年（明治26年）2月2日 - 賀茂村の一部（久木・林間・北小田・福知・豊岡・新盛・玉野）が分立し、大和村が発足する。同時に大和尋常小学校に改称し、大和村全域が校区となる。
- 1902年（明治35年） - 高等科を設置し、大和尋常高等小学校に改称する。
- 1906年（明治39年）5月1日 - 阿摺村、瑞穂村、大和村が合併し、阿摺村となる。大和尋常小学校は阿摺村の学校となる。
- 1910年（明治43年） - 阿摺第一尋常高等小学校に改称する。
- 1914年（大正3年） - 阿摺南部尋常高等小学校となる。
- 1941年（昭和16年）4月1日 - 阿摺村立南部国民学校に改称する。
- 1947年（昭和22年）4月1日 - 阿摺村立南部小学校に改称する。
- 1955年（昭和30年）4月1日 - 足助町、盛岡村、賀茂村、阿摺村が合併し、足助町となる。同時に足助町立新盛小学校に改称する。
- 1973年（昭和48年） - 新校舎（鉄筋コンクリート造）が完成する。
- 1995年（平成7年） - プールが完成する。
- 2005年（平成17年）4月1日 - 足助町が豊田市へ編入される。同時に豊田市立新盛小学校に改称する。

## 交通アクセス
- とよたおいでんバス【6系統】旭・足助線、【7系統】稲武・足助線「八桑」バス停より徒歩約2分。